# Глізе 581

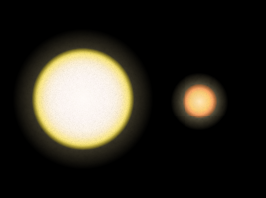
Порівняння Сонця (ліворуч) та Ґлізе 581 (праворуч)

Схема планетної системи Ґлізе 581

Глізе 581 (англ. Gliese 581 або Вольф 562, Wolf 562) — червоний карлик у сузір'ї Терезів, на два градуси північніше β Терезів. Знаходиться за 20,4 св. років від Землі і входить до ста найближчих до Сонячної системи зірок. Має планетну систему.

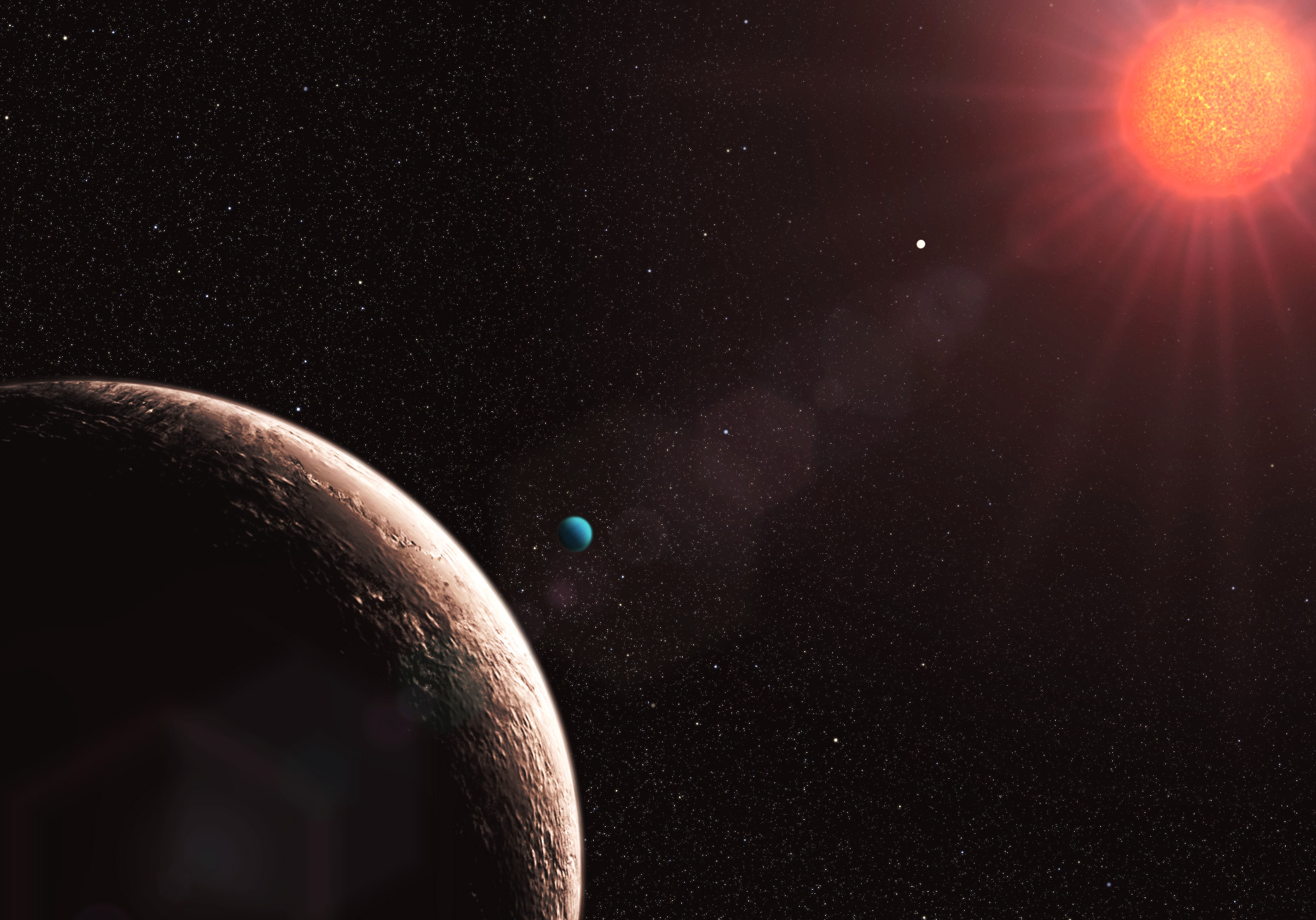
Система Глізе 581 в уяві художника
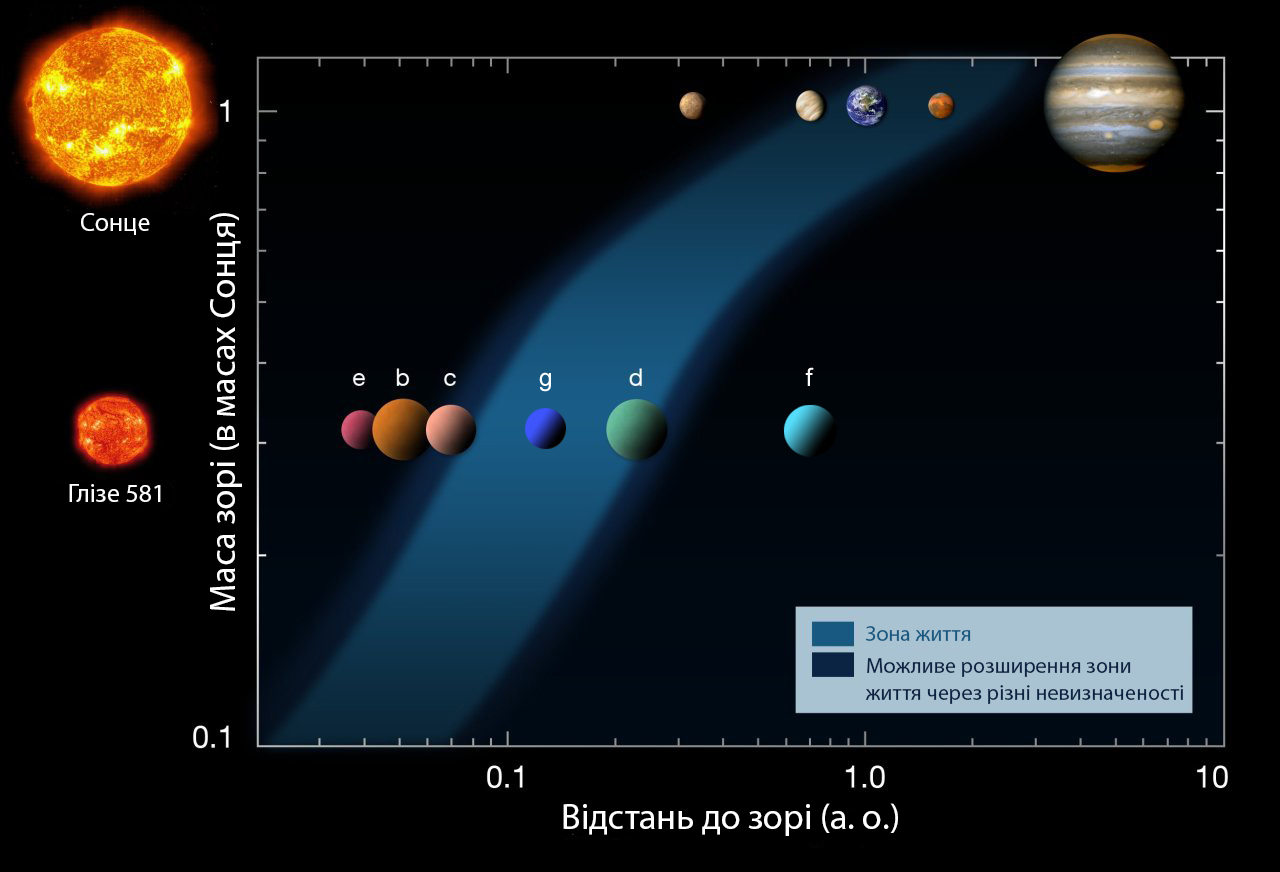
Зона, придатна для життя в планетних системах Сонця та Глізе 581
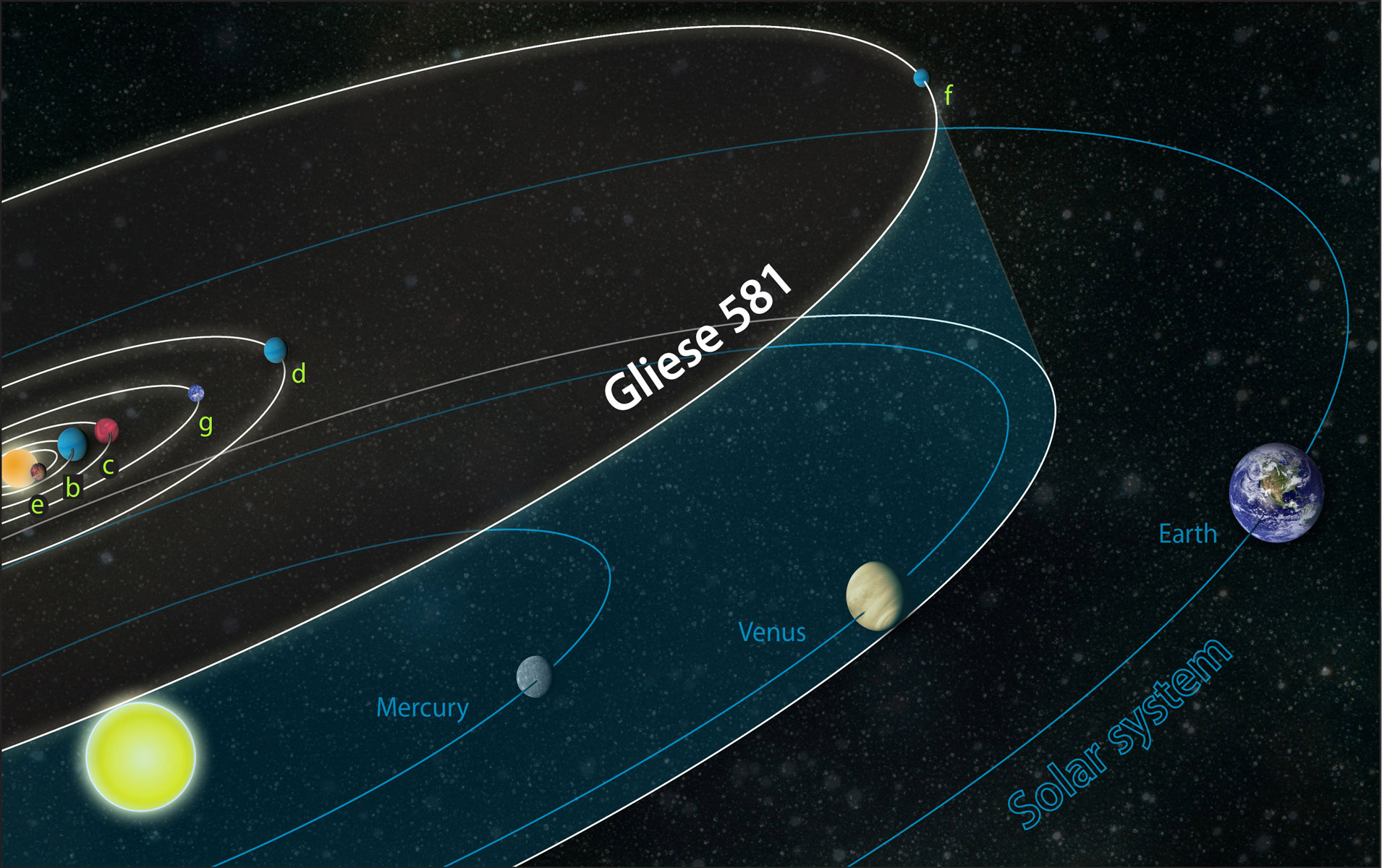
Порівняння планетних систем Сонця та Глізе 581